# Cylisticus ligurinus
Cylisticus ligurinus là một loài chân đều trong họ Cylisticidae. Loài này được miêu tả khoa học năm 1936 bởi Verhoeff.